# Juan Carulla
Juan Emiliano Carulla (Villaguay, Entre Ríos, 20 juillet 1888 ‒ ibidem, 20 novembre 1968) était un médecin, journaliste, essayiste et homme politique argentin. 
Après des débuts dans l’anarchisme, il se laissa influencer par le maurrassisme pendant un séjour en France et fonda à son retour en Argentine au milieu des années 1920 plusieurs journaux et revues d'extrême droite, dont en particulier, avec les frères Irazusta, La Nueva República. Rompant avec la vieille classe politique conservatrice, il se déclarait partisan d’un régime autoritaire, appuyé sur les traditions, les valeurs de la famille et l’atavisme hispanique. Après le coup d’État de 1930, qui porta au pouvoir le général Uriburu, il eut le loisir de pousser à la mise en œuvre de ses idées corporatistes et nationalistes d’inspiration fasciste, avant qu’Uriburu, face à la résistance contre son projet politique, ne fût contraint de céder la main et de convoquer des élections en 1931. Vers la fin de la décennie 1940, Carulla renonça à ses idées fascistes et ne joua plus qu’un rôle politique mineur.

## Séjour en France et influences politiques
Originaire de la province d’Entre Ríos, Carulla suivit des études de médecine. Si, dans ses jeunes années, il adhéra à l’anarchisme, il révisa cependant ses opinions à l’occasion d’un voyage en Europe pendant la Première Guerre mondiale, lorsque, s’étant enrôlé dans l’armée française en tant que médecin de front, il eut acquis la conviction que la gauche ne contribuait en rien à l’effort de guerre. Au cours de son séjour en France, il devint un ardent partisan de l’Action française ; à l’instar de nombre de ses contemporains en France, Carulla avait subi l’influence du syndicalisme révolutionnaire de Georges Sorel, dont les idées, en dépit de leur nette orientation à gauche, imprégnaient le nationalisme intégral de Charles Maurras, à telle enseigne qu’un certain nombre de Français de gauche ont pu basculer vers l'extrême droite maurrassienne.

## Retour en Argentine et activité journalistique et politique
En 1925, à son retour en Argentine, Carulla fonda son propre journal, La Voz Nacional (littér. la Voix nationale), où il manifesta à présent un ardent soutien à l’Allemagne et professait sa conviction que la tradition et l’héritage national devaient servir de bases au gouvernement. Il rejoignit les adeptes de Leopoldo Lugones et cofonda en 1927, aux côtés de Rodolfo Irazusta, le journal La Nueva República, et en devint l’un des rédacteurs. Il éditait par ailleurs son propre journal, Bandera Argentina (littér. Drapeau argentin), qui faisait violemment campagne contre le suffrage féminin, taxant celui-ci d’« insanité ». C’est dans Bandera Argentina que Carulla devait se montrer le plus près d’adopter le fascisme alors en pleine ascension en Europe. L’auteur reconnaîtra plus tard dans ses mémoires que ce journal bénéficiait de l’aide de l’ambassade d’Allemagne. La Nueva República représentait un tournant dans l’histoire de la droite en Argentine, en ceci que le journal marqua l’émergence dans le pays d'une extrême droite hostile au pouvoir en place et en rupture avec l’ancien traditionalisme conservateur, en même temps qu’il scellait sa récente adhésion au corporatisme et à un nationalisme d’inspiration fasciste. Dans ses billets parus dans la revue, Carulla développait aussi des positions antisémites, notamment en évoquant l’existence de conspirations juives prêtes à s’emparer du pouvoir en Argentine.
En 1927, conjointement avec Julio Irazusta, Carulla sollicita le général José Félix Uriburu de mener un coup d’État contre le gouvernement constitutionnel d’Hipólito Yrigoyen ; si cependant le général préféra décliner la proposition à ce stade, il mit bien le projet à exécution en 1930, pour instaurer dans la foulée une dictature militaire de droite, où Carulla jouissait d’une influence certaine. Avec les frères Rodolfo et Julio Irazusta, Ernesto Palacio, Bruno Jacovella et d’autres, il composa une élite intellectuelle de tendance maurrassienne, qui s’offrit à défendre de leur plume le nouveau régime, et qui lui assura effectivement un encadrement idéologique. Carulla en particulier jouissait d’un grand ascendant, et c’est à son instigation que fut prise la décision de fusionner tous les soutiens d’Uriburu dans une seule milice, la Légion civique argentine, sous l’égide du gouvernement de facto, mesure décisive dans la fascisation du nouveau régime. Il était également engagé dans plusieurs groupes de droite, toutes favorables à Uriburu, dont : la Ligue républicaine, groupement formé sur le moule de l’Action française ; le Parti national mis sur pied en 1930 par Alberto Viñas et Carlos Silveyra ; et l’Agrupación Teniente General Uriburu fondée en 1932.

## Écrits ultérieurs

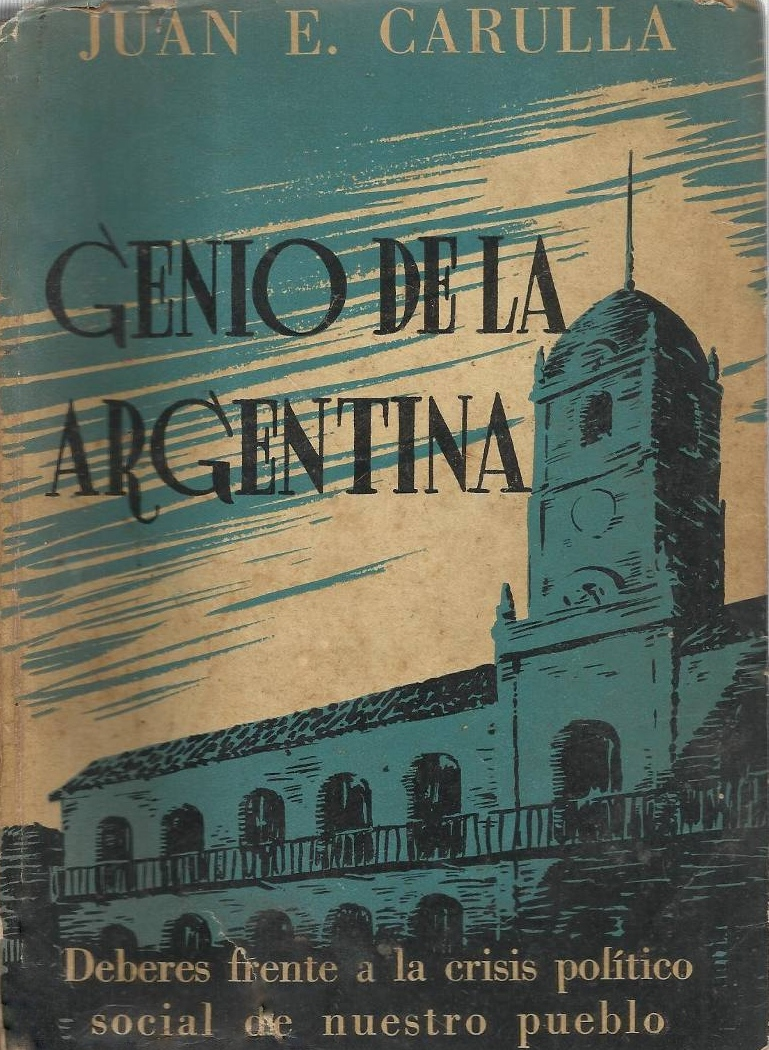
Couverture de Genio de la Argentina (figurant le cabildo de Buenos Aires) de 1943.

Mettant en relief tout ce que la langue espagnole comportait d’implications culturelles, Carulla affirma dans son ouvrage de 1943 Genio de la Argentina que l’idiome commun formait une base solide pour établir des liens étroits avec l’Espagne, faisant donc siennes les conceptions sur l’hispanité défendues par Manuel Gálvez. Il fut un virulent critique du système démocratique, au motif que celui-ci était un produit de la Révolution française, élément exogène par conséquent, et en discordance avec le caractère des pays hispaniques, auxquels il fallait, arguait-il, des gouvernements autoritaires. Il croyait en outre à l’importance des valeurs familiales et, posant le régime de Francisco Franco en exemple, souhaita établir une « Phalange de jeunesse », dans laquelle des jeunes gens s’organiseraient et se mettraient à la disposition du gouvernement.
À la fin des années 1940, Carulla répudia ses anciennes sympathies fascistes et n’eut plus ensuite qu’un faible rôle dans la vie publique argentine. En 1951, il fit paraître une autobiographie intitulée Al Filo del Medio Siglo (littér. Au fil du demi-siècle).

## Œuvres de Juan Carulla
- (es) Valor ético de la revolución del 6 de setiembre de 1930, Buenos Aires, 1931
- (es) Genio de la Argentina. Deberes frente a la crisis político-social de nuestro pueblo, Buenos Aires, Editorial Moderna, 1943
- (es) Latinoamerica en picada, Buenos Aires, 1947, 173 p.
- (es) Al Filo del Medio Siglo (mémoires), Entre Ríos, éd. Llanura, coll. « Los Hombres y El Mundo », 1951, 273 p.